# Reginelloides
Reginelloides is een monotypisch mosdiertjesgeslacht uit de familie van de Cribrilinidae en de orde Cheilostomatida. De wetenschappelijke naam ervan is in 1995 voor het eerst geldig gepubliceerd door Soule, Soule & Chaney.

## Soort
- Reginelloides stolonifera (Gordon, 1984)